# سيدي كرير
سيدي كرير هي منطقة سكنية تتبع حي أول العامرية بمدينة الإسكندرية، تقع في الكيلو 36 على طريق الإسكندرية - مرسى مطروح، ويبلغ عدد سكانها قرابة 2000 نسمة وهي عبارة عن قرى سياحية وفلل وتضم ميناء سيدي كرير، سُميت المنطقة بهذا الاسم نسبة إلى سيدي كرير الجزائري الأصل والذي جاء لتدريس علوم الدين وأقام في المنطقة.

## أهم المعالم
- محطة الكهرباء

بدأ العمل بمحطة كهرباء سيدي كرير البخارية عام 1991، وتقع على البحر المتوسط على بعد حوالي 29 كم غرب مدينة الإسكندرية على الطريق الساحلي الدولي بين الإسكندرية ومطروح. الغرض من إنشاء المحطة توفير الطاقة الكهربية لمشروعات التنمية الصناعية والزراعية بالساحل الشمالي ودعم متطلبات قطاع السياحة بالمنطقة، وضمان استقرار التغذية بالشبكة الكهربائية الموحدة. يبلغ إجمالي القدرة المركبة بالمحطة 640 ميجاوات. تتضمن المحطة أيضاً وحدة لتوليد الهيبوكلوريت لإنتاج الكلور اللازم للتخلص من الطحالب والمواد العضوية في مياة التبريد ومياه الخدمات بما يحقق الاكتفاء الذاتى وتوفير شراء الكلور ونقله وبالتالى تقليل تكاليف التشغيل.
- قرية فخر البحار.
- قرية القوات المسلحة.
- منتجع النسور.